# Taxiphyllum aomoriense
Taxiphyllum aomoriense är en bladmossart som beskrevs av Iwatsuki 1963. Taxiphyllum aomoriense ingår i släktet Taxiphyllum och familjen Hypnaceae. Inga underarter finns listade i Catalogue of Life.